# 濠梁之辯
濠梁之辩，即魚樂之辯，是指战国时代的两名思想家庄子和惠施的一次辩论。这次辩论以河中的鲦鱼是否快乐，以及双方怎么知道鱼是否快乐为主题。

## 背景
惠施是名家的代表人物，在当时与孔子、老子、墨子齐名。
庄子是战国时宋国人，道家学派的代表人物。庄子和惠施既是朋友又是辩论的对手。《莊子》一书里多次提及两人的辩论。“濠梁之辯”是其中的一次，其文字记录出自出自《庄子·秋水》。濠水是河名，在今天的安徽省凤阳；“梁”是古人对桥的称呼。

### 原文
莊子與惠子遊於濠梁之上。莊子曰：「鲦鱼出游從容，是魚之樂也。」惠子曰：「子非魚，安知魚之樂？」莊子曰：「子非我，安知我不知魚之樂？」惠子曰：「我非子，固不知子矣，子固非魚也，子之不知魚之樂，全矣。」莊子曰：「請循其本。子曰汝安知魚樂云者，既已知吾知之而問我，我知之濠上也。」

### 白话文
庄子和惠子（惠施）出遊至濠水的桥梁上。庄子说：「鰷魚自在地游水，这就是鱼的快樂啊！」惠子说：「你不是鱼，如何知道鱼的快乐？」庄子说：「你不是我，如何知道我不知道鱼的快乐？」惠子说：「我不是你，本來就不知道你（知道什麼）；而你本來就不是鱼，你不知道鱼的快乐是周全的（判斷）。」庄子说：「请回到原本的問題。你问‘你如何知道鱼快乐’这句话，表示你明白我知道鱼快乐後才問我（知道的方法），我（的方法）是在濠水上（觀察後）知道的。」

## 分析
因濠梁之辯出自《庄子》一书，目前无法确定故事是否只是庄子为了阐述他的观点编造而成。尤其是惠施目前所能够掌握的资料仅仅是出自《庄子·天下篇》，其本人的著作已经遗失，因此我们所能掌握的惠施的学说只有“历物之意”。
有观点认为，濠梁之辯中，惠施代表的是理性思考。他就事论事，觉得人不可能感知鱼是否快乐，同时也不会将自己的快乐转移到外物之中。与他相反的是，庄子以自己对外物的理解作为外物的状况。他自己高兴，就将自己的高兴之情表达到河流中的鱼身上，认为鱼也很快乐。
惠施認為不同的認識主體（人、魚、或其他物種）無法真正認識彼此的認識（例如，知道別人知道什麼），但莊子發現這種觀點是一種悖論，因為若無法認識其他主體的認識，就無法斷定其他主體無法認識，但惠施回應莊子的相關挑戰時還是沒察覺這是個悖論。於是莊子回到惠施一開始的問題（「安知魚之樂」），並且故意忽視其反問法的修辭而將其理解為真實的提問（知道魚之樂的方法是什麼），才會對惠施說「已知吾知之而問我」，並最後說出知道魚之樂的方法就是在河上觀察。所以原文的前半是牽涉到認識論、相對主義、和悖論的精彩哲學對話，後半則是莊子裝糊塗與惠施玩的語言遊戲。

## 理解
整个辩论可以用以下流程来理解。
- 庄子观点：人能感知鱼的快乐。
- 惠施观点：人不能感知鱼的快乐。

辩论回合
| 庄子               | 惠施                 | 原文语句           |
| ------------------ | -------------------- | ------------------ |
| 庄知鱼乐           |                      | 是鱼乐也           |
|                    | 惠知庄，庄不知鱼乐   | 子非鱼，安知鱼之乐 |
| 庄知鱼乐，惠不知庄 |                      | 子亦非我           |
|                    | 惠不知庄，庄不知鱼乐 | 我非子，子亦非鱼   |

易經繫辭傳云：一陰一陽之謂道（事情有看的見的部分就有看不見的部分才是整全的道理）：以這個觀點來看：在惠施提出“你怎麼知道”的疑問同時已經是站在“你已經知道”的觀點來提出質疑，否則惠施根本不必多此一問。反過來說如果惠施真的不知道莊子的知道，那惠施肯定會把莊子的話當耳邊風而不會提出質“子非魚，安知魚之樂”的疑問
舉個例子來說：某甲（惠施）如果問某乙（莊子）：是先有雞還是先有蛋？提出這問題的同時表示某甲（惠施）心中已有定見，這時某乙（莊子）怎麼回答都錯甚至可能讓問題在重複的地方輪迴，所以某乙（莊子）乾脆把問題拉回原點問某甲（惠施）你問我問題的同時你不是早就知道了嗎？

### 引用
1. 1 2  .   [2010-07-07]. （原始内容存档于2009-09-23）.
2. ↑  庄周梦蝶与濠梁之辩 的存檔，存档日期2010-06-25.
3. ↑  濠梁之辩 的存檔，存档日期2014-04-26.
4. ↑  .   [2010-07-06]. （原始内容存档于2009-02-28）.
5. ↑  .   [2021-10-02]. （原始内容存档于2021-10-02）.